# Teobrominförgiftning
| Djur     | Oralt upptag (mg/kg) | Oralt upptag (mg/kg) |
| Djur     | TDLo                 | LD50                 |
| -------- | -------------------- | -------------------- |
| Katt     |                      | 200                  |
| Hund     | 16                   | 300                  |
| Människa | 26                   | —                    |
| Mus      |                      | 837                  |
| Råtta    |                      | 1 265                |

Teobrominförgiftning eller chokladförgiftning är en förgiftning orsakad av alkaloiden teobromin som framförallt återfinns i choklad. Kakaobönan innehåller cirka 1,2 vikt-% teobromin medan chokladprodukter generellt innehåller mindre mängder. Mängden teobromin i ljus choklad (vanligtvis 1,4-2,1 gram/kg) är avsevärt mycket lägre än den i mörk choklad som generellt har halter över 14 gram/kg. Vid chokladförgiftning spelar även giftverkan från de mindre mängderna koffein i chokladen in, man kan således även tala om xantinförgiftning.
Halten teobromin i choklad är så pass låg att choklad inte utgör ett hot mot människor ens i relativt stora mängder. Djur som omsätter teobromin betydligt långsammare än människor kan emellertid lätt äta så pass stora mängder att de kan riskera chokladförgiftning. Förgiftning är vanligast bland hundar där även låga halter teobromin kan leda till döden. Katter, och särskilt kattungar, är mer känsliga, men på grund av deras oförmåga att känna sötma är det betydligt ovanligare att katter äter choklad. Många andra djur är också känsliga för chokladförgiftning.
De första tecknen på teobrominförgiftning är illamående, kräkningar, diarré och ökad urinering. Förgiftningen kan utvecklas och leda till arytmi, epileptiska anfall, inre blödning, hjärtinfarkt och slutligen döden.
Teobromin är särskilt toxiskt för hästar, hundar, papegojor, sorkar och katter eftersom de omsätter alkaloiden mycket långsamt; teobrominet kan finnas kvar i blodet i upp till 20 timmar efter upptag. Den medicinska behandlingen för djur som fått i sig farliga mängder choklad är huvudsakligen att man försöker inducera kräkningar hos djuret inom två timmar efter upptag eller ge mediciner för att motverka kramper, arytmi och andra symptom.